# Brécy (Aisne)
Brécy é uma comuna francesa na região administrativa de Altos da França, no departamento de Aisne. Estende-se por uma área de 9,98 km². Em 2010 a comuna tinha 338 habitantes (densidade: 33,9 hab./km²).